# Abelisaurus
Abelisaurus ("thằn lằn Abel") là một chi khủng long theropoda abelisauridae lớn sống ở Nam Mỹ vào cuối kỷ Creta (Campanian), giữa khoảng 83 và 80 triệu năm trước. Loài duy nhất là Abelisaurus comahuensis. Nó là một chi khủng long hai chân ăn thịt và chiều dài ước tính khoảng từ 7 tới 9 mét (23 tới 30 feet), mặc dù nó chỉ được biết đến từ một phần hộp sọ.

## Phân loại

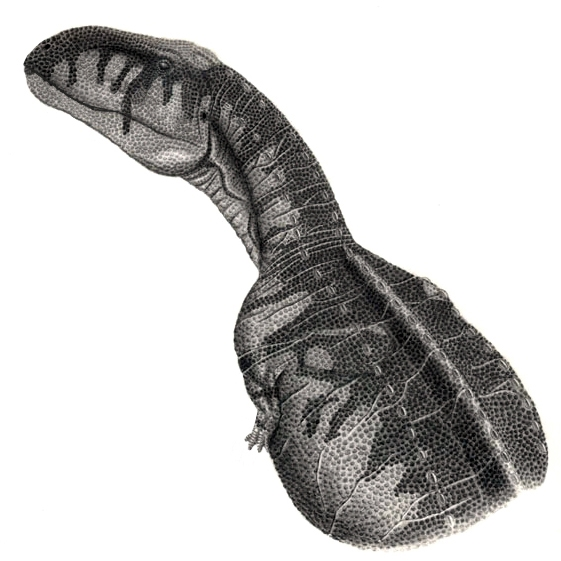
Phục nguyên nghệ thuật

Nhiều chi abelisauridae khác đã được phát hiện, bao gồm những mẫu vật hầu như đầy đủ của Aucasaurus, Carnotaurus và Majungasaurus. Vài nhà khoa học xem Abelisaurus như abelisauridae cơ sở, nằm ngoài phân họ Carnotaurinae. Số còn lại không chắc chắn về vị trí của nó. Hộp sọ Abelisauridae có nhiều điểm chung với carcharodontosauridae và, từ khi Abelisaurus chỉ được biết đến từ hộp sọ, các phát hiện trong tương hai được mong đợi sẽ là sáng tỏ rằng chi này là một carcharodontosauridae. Tuy nhiên, điều này có vẻ không thực tế.